# Числов Олександр Володимирович
Олександр Володимирович Числов (13 жовтня 1964, Грозний, ЧІАССР, РРФСР, СРСР Москва, Росія — 29 серпня 2019, Москва, Росія) — радянський і російський актор театру і кіно, найбільш відомий по епізодичних ролях в більш ніж 150 кінофільмах.

## Біографія
Олександр Володимирович Числов народився 13 жовтня 1964 року у Грізному сім'ї Володимира Павловича та Валентини Олександрівни Числових.
У 1982 році Олександр разом із сім'єю переїхав із Грозного до Москви. Закінчив театральну студію «Гармонія» Михайло Романенко.
Числов знявся у багатьох фільмах режисера Хусейна Еркенова («Сто днів до наказу», «Не стріляйте у пасажира», «Чорний м'яч» та ін.).
Олександр Числов виконував переважно епізодичні ролі комічного, буфонадного характеру. За час своєї творчої діяльності знявся у 166 фільмах та телевізійних серіалах.
Входив до складу журі найбільших творчих конкурсів, у тому числі для інвалідів «Космофест».

## Смерть
29 серпня 2019 року Олександр Числов помер у результаті загострення пневмонії. Деякі ЗМІ також писали про те, що він був хворий на СНІД (про що також йшлося в одному з випусків телепередачі «Андрій Малахов. Прямий ефір»). Перед смертю актор мав проблеми з психікою через зловживання алкоголем.
Церемонія прощання та похорон Числова відбулася 2 вересня. Перед смертю актор просив, щоб його тіло кремували.
Урну з прахом поховали на Миколо-Архангельському цвинтарі.

## Фільмографія
1. 1989- Процес — секретар суду
2. 1989 — Життя за лімітом — студент
3. 1989 — Безмежа — Мойдодір
4. 1990— Сто днів до наказу — Зірін
5. 1990 — Російська рулетка — хуліган
6. 1990 — Очищення — Снігур
7. 1990 — Хмара-рай — - «Кореш Філомєєва»
8. 1990 — О, поле, поле — Лямін
9. 1990 — Марія Магдалина — Коля
10. 1990 — Іспанська актриса для російського міністра
11. 1990 — Дураки вмирають по п'ятницях — - «Дебіл»
12. 1991— Отрута скорпіона — Малюк'
13. 1991 — Холод — Теке
14. 1991 — Справа Сухово-Кобиліна
15. 1992— Горячов та інші — Володя
16. 1992 — Дуже вірна дружина
17. 1992 — Квиток у червоний театр, або Смерть гробокопателя — Полуянов
18. 1992 — Арбітр — міліціонер
19. 1993 - Сни] — «Олег, член уряду»
20. 1993 — Про бізнесмена Фому — Сашка Попов
21. 1993 — Не стріляйте в пасажира! — зазивала
22. 1991 — Маестро з ниточкою — гість на весіллі
23. 1994— Петербурзькі таємниці — парукар
24. 1994 — Курочка Ряба — секретар
25. 1994 — Злодійка
26. 1995— Фатальні яйця — Петька
27. 1995 — Ніч і день — молодший син
28. 1996 — Любити по-русски 2 — ниряльник
29. 1996 — Кафе «Полуничка» — Числов
30. 1997— Котовасія — Вован
31. 1997 — Все йде добре
32. 1997 — Злодій — студент
33. 1998 — Параноя
34. 2001— Господар імперії — Льоша
35. 2001 — Курортний роман — - «офіціант»
36. 2001 — Два солдатики паперових — охоронець
37. 2002 — Чорний м'яч — слідчий
38. 2002 — Спеціальний репортаж, або Супермен цього дня — Костя
39. 2002 — Слідство ведуть Знатоки. Пуд золота — Попків
40. 2002 — Мій кордон — Горін
41. 2002 — Льодовиковий період — Сава
42. 2002 — Каменська 2 — водій автобуса
43. 2002 — Жіноча логіка — Перепінь
44. 2002 — Залізничний романс — рекетір
45. 2002 — Очі Ольги Корж — Льоша Килимів
46. 2003— Ділянка — Жовтяків
47. 2003 — C ніг на голову
48. 2003 — C новим роком, з новим щастям!
49. 2003 — Хлопці з нашого міста — водій-громадськик
50. 2003 — Пригоди мага — торговець таблетками
51. 2003 — Вогнеборці — Юрка
52. 2003 — На кутку, у Патріарших 3 — Шаболтай
53. 2003 — Краще місто Землі — Рязанцев
54. 2003 — Колгосп Інтертейнмент — Барсуков
55. 2003 — Бажана — - «поштар»
56. 2003 — Є ідея — головний комірник
57. 2003 — Амапола — міліціонер
58. 2004— Чудеса у Решетові — «Прищ»
59. 2004 — Вузький міст — актор у рекламі майонезу «Іван Іванович»
60. 2004 — Таємниця Блакитної долини — Витек
61. 2004 — Плакальник або Новорічний детектив — «Папа Карло»
62. 2004 — Новий рік скасовується! — Тупиця
63. 2004 — Ненавмисна радість — судовий пристав
64. 2004 — Надія йде останньою — бандит
65. 2004 — Моє велике вірменське весілля — розносник піци
66. 2004 — Євлампія Романова 2. Слідство веде дилетант — продавець
67. 2004 — Дальнобійники 2 — Зоха
68. 2004 — Бомба для нареченої — Екс-наречений
69. 2005— Примадонна — Антон
70. 2005 — Не родись красивою — суб'єкт казино з кубиком Рубіка
71. 2005 — Я тебе обожнюю — грабіжник
72. 2005 — Хіромант — санітар моргу
73. 2005 — Своя людина — Макся
74. 2005 — Рис — - Василь
75. 2005 — Продається дача — міліціонер
76. 2005 — Некерований замет
77. 2005 — Не забувай — фотограф
78. 2005 — МУР є МУР 2 — Роберт Федосійович Жабко
79. 2005 — Гра повз ноти — оцінювач в антикварному магазині
80. 2005 — Горинич та Вікторія — Гриша
81. 2006 — Яр — Диякон
82. 2006 — Крапка — - «лейтенант»
83. 2006 — Охоронець — сусід
84. 2006 — Пристрасті по кіно — Саша
85. 2006 — Російський засіб — спонсор
86. 2006 — Рекламна пауза — господар пуделя
87. 2006 — Під зливою куль — полицею Михей
88. 2006 — Парижі — Чумка
89. 2006 — Іспанський вояж Степановича — ад'ютант
90. 2006 — Зачарована ділянка — Желтяків
91. 2006 — Дівчинка з півночі — Косою
92. 2006 — Була не була
93. 2006 — Парижі — Чумка
94. 2007- Батьки доньки — - Семен
95. 2007—Трюкачі — Хохол
96. 2007 — Одна любов на мільйон — провідний заходи
97. 2007 — На шляху до серця — Куриця
98. 2007 — Моя мама — Снігуронька — бомж
99. 2007 — Кривава Мері — Білуга
100. 2007 — Закон і порядок: Відділ оперативних розслідувань — Потьмін
101. 2007 — Віола Тараканова-3 — Ніколка
102. 2007 — Бухта зниклих дайверів — Степа, екскурсовод
103. 2008 — Вкрасти у — Миша
104. 2008 — Охоронець — Лапочка
105. 2008 — Подзвони в мої двері — нотаріус
106. 2008 — Полювання на Берію — банщик
107. 2008 — [[[Загальна терапія (телесеріал)|Загальна терапія]] — Марат Ёлкін
108. 2008 — Спадщина — лейтенант міліції
109. 2008 — Кримінальне відео — Елагін
110. 2008 — Знахар — Лиса
111. 2008 — Галина — Зайчик
112. 2008 — Агентство «Мрія»
113. 2009 — Найкращий фільм 2 — Гітлер
114. 2009 — Вищий пілотаж — Парамонич
115. 2009 — Монро — Петя
116. 2010— Пожежа — Рома Риба
117. 2010 — Іванів
118. 2010 — «Заліз на місяць»
119. 2010 — Білий налив — обурений батько в пологовому будинку
120. 2010 — Холодне серце — Іваненко, лікар
121. 2011 — Профиль убийцы — Олег Демидов
122. 2011 — Кримінальні обставини — Григорій
123. 2011— Вождь різношкірих — Степан, сантехнік
124. 2011 — Москва. Три вокзали — 2 — чоловік на вокзалі (серія «Остаточний діагноз»)
125. 2011 — Товариші поліцейські — Петро Богданович Потапович («Петя Хохол»)
126. 2012 — Шаповалов — - Котиков, бомж
127. 2013— Легенда № 17 — алкоголік у КПЗ
128. 2013— Сухим із морської води
129. 2013 — Обережно, діти!
130. 2013 — По лезу бритви — Степан, возница
131. 2014 — Тимчасовик — Данилка
132. 2014 — Під підбором — лікар
133. 2014 — Пітер-Москва — напарник Дениса
134. 2014 — Таємне місто — «Шабля» з Великого будинку Червоної шапки
135. 2014 — Косатка — бомж «Весня»
136. 2014 — Як розвести мільйонера — Лейкін, пацієнт
137. 2014 — Інквізитор — Шульгін, майстер в автомайстерні
138. 2015 — Уздовж (фільм) — батько Вовки
139. 2015 — Профіль вбивці 2 — Олег Демидов («Дема»)
140. 2016— Людина з майбутнього — Меркур'єв
141. 2016 — Штрафник — директор філармонії
142. 2017 — Кривава пані — Алешка, слуга лікаря
143. 2017 — Битва за новоюжку 3. Політик
144. 2019 — Выстрелы — Михаил, майор полиции
145. 2019 — Снайпер (серіал) — Паша, заручник
146. 2019 — Зулейха розплющує очі (серіал) — Денісов, голова колгоспу
147. 2019 — Рікошет — «Плеш», бомж
148. 2019— Скажи щось хороше — Цаплін
149. 2019— Поселенці — Мисін
150. 2020— #с_училища — Єгор

## Озвучування мультфільмів
1. 2016 — Синдбад. Пірати семи штормів.